# Frank Culbertson
Frank Lee Culbertson ml. (* 15. května 1949 v Charlestonu, Jižní Karolíně, USA), původně pilot námořnictva Spojených států, byl od května 1984 do srpna 2002 astronautem NASA. Má za sebou tři kosmické lety, dva krátkodobé v raketoplánu a čtyřměsíční pobyt na Mezinárodní vesmírné stanici (ISS). Celkem strávil ve vesmíru 143 dní, 14 hodin a 53 minut.

## Život

### Mládí
Frank Culbertson se narodil v Charlestonu v Jižní Karolíně, vyrostl ve městě Holly Hill ve stejném státě. Po ukončení střední školy (1967) přešel na Námořní akademii v Annapolisu, zde roku 1971 získal titul bakaláře. Téhož roku vstoupil k námořnictvu, sloužil na lodi Fox (CG-33) v Tonkinském zálivu. Po absolvování pilotního výcviku sloužil v různých leteckých jednotkách námořnictva, také na letadlových lodích Midway a John F. Kennedy.

### Astronaut
Přihlásil se do 10. náboru astronautů NASA, uspěl a 23. května 1984 byl začleněn do oddílu astronautů NASA. Absolvoval kurz všeobecné kosmické přípravy a v červnu 1985 získal kvalifikaci pilota raketoplánu Space Shuttle.
Po dokončení přípravy pracoval ve skupině zabezpečení startů, zúčastnil se vyšetřování havárie Challengeru, pracoval ve středisku řízení letů v Houstonu.
Ve dnech 15. – 20. listopadu 1990 poprvé pobýval ve vesmíru jako pilot raketoplánu Atlantis. Tajný vojenský let STS-38 trval 4 dny 21 hodin a 55 minut. Hlavním cílem mise bylo vypuštění vojenské družice.
Podruhé se do vesmíru dostal ve dnech 12. až 22. září 1993 už jako velitel shuttlu Discovery při letu STS-51. Posádka vypustila telekomunikační družici ACTS, vypustila a zase odchytila platformu Astro-SPAS a při výstupu do otevřeného kosmu ověřovala funkčnost postupů a nástrojů pro opravy Hubbleova teleskopu. Délka letu byla 9 dní, 20 hodin a 12 minut.
V září 1999 byl jmenován velitelem Expedice 3 na Mezinárodní vesmírnou stanici (ISS), kolegy v posádce se stali Vladimir Děžurov a Michail Ťurin. Do vesmíru nová posádka ISS vzlétla 10. srpna 2001 v raketoplánu Discovery (let STS-105). Po běžném čtyřměsíčním pobytu na ISS se trojice kosmonautů vrátila na Zem v Endeavouru při letu STS-108. Přistání proběhlo 17. prosince 2001 po 128 dnech, 20 hodinách a 46 minutách letu.
V srpnu 2002 odešel z NASA na místo viceprezidenta společnosti Applications International Corporation's.
Frank Culbertson je ženatý, má pět dětí.